# Theodor Tiling

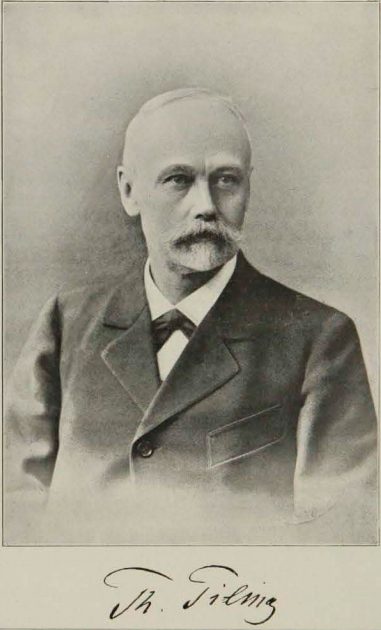
Theodor Tiling

Harald Heinrich Theodor Tiling (ur. 25 maja 1842 w Nitawie, zm. 21 lipca 1913 w Rydze) – niemiecki lekarz psychiatra.

## Życiorys
Syn pastora Ferdinanda Tilinga i Mathilde z domu Wellig. Pobierał nauki w domu, następnie uczęszczał w latach 1856–1862 do rządowego gimnazjum w Rydze. Studiował medycynę na Uniwersytecie w Dorpacie w latach 1862–1867. W 1869 otrzymał tytuł doktora medycyny po przedstawieniu dysertacji na temat porażenia postępującego. Od 1868 (1869) do 1871 sekundariusz w miejskim zakładzie psychiatrycznym Rothenberg pod Rygą. W latach 1870/71 specjalizował się w Wiedniu. Od 1871 do 1884 ordynator w zakładzie dla chorych umysłowo przy szpitalu św. Mikołaja Cudotwórcy w Sankt Petersburgu. Od 1 stycznia 1884 dyrektor w zakładzie Rothenberg, jako następca Gregora Brutzera. Radny miejski w latach 1887–1890. W latach 1890–1892 prezes Gesellschaft praktischer Ärzte zu Riga. Żonaty z Sophie z domu Tiling (1849–1925). Zmarł w Rydze, wspomnienia o nim napisali Parsival Baron Lieven i August Mercklin.

## Dorobek naukowy
Tiling był prawdopodobnie pierwszym, który rozróżnił splątanie, amnezję i konfabulacje (nazywane przez niego „trwałymi urojeniami”; termin konfabulacji wprowadził Emil Kraepelin w 1909). W swojej pracy z 1890 roku dokładnie przedstawił zaburzenia porządku czasowego myślenia. Jego praca dotyczyła grupy pacjentów z poalkoholowym uszkodzeniem nerwów. Niemal równocześnie swoje prace opublikował Siergiej Korsakow, który zaproponował istnienie zespołu objawów u alkoholików, znanego dziś jako zespół Korsakowa. Korsakow niedokładnie cytował prace Tilinga, umniejszając jego zasługi; spotkało się to z ostrą reakcją tego pierwszego. Jednak już kilka lat później zespół zaburzeń pamięci u alkoholików był wiązany niemal wyłącznie z nazwiskiem Korsakowa.

## Prace
- Beitrag zur Lehre von der allgemeinen progressiven Paralyse der Irren, vom klinischen und anatomischen Standpunkte aus betrachtet. Dorpat, 1869
- Ein Fall von partieller Sclerose des Gehirns. St. Petersburger Medizinische Zeitschrift 3, ss. 151-161 (1872)
- Zur Casuistik der Kleinhirntumoren. St. Petersburger Medizinische Zeitschrift 3, ss. 239-251 (1872)
- Beitrag zur Diagnostik der Heerderkrankungen in den Grosshirnhemisphären. St. Petersburger Medizinische Zeitschrift 4, ss. 251-259 (1873/74)
- Sectionsergebnisse in der Irrenheilanstalt Bolnitsa Sv. Nikolaja Tchudolvortse, im Jahre 1874. St. Petersburger Medizinische Zeitschrift 5, ss. 171-198 (1875)
- Kurze Uebersicht der Sectionsergebnisse und zugehörigen Krankheitsgeschichten in der Irrenheilanstalt Bolinitsa Cv. Nikolaia Choudotvortsa für das Jahr 1875. St. Petersburger Medizinische Zeitschrift 5, ss. 471-482 (1876)
- Ueber das Vorkommen niedriger Körpertemperaturen bei Geisteskranken. St. Petersburger medicinische Wochenschrift 1 (25, 26), ss. 5, 1 (1876)
- Ueber den Schwindel. St. Petersburger medicinische Wochenschrift 2, ss. 9; 20 (1877)
- Ueber die Classification der Geisteskrankheiten. Psychiatrisches Centralblatt 8, ss. 58; 98 (1878)
- Ueber die Behandlung der Epilepsie mit Bromkalium. St. Petersburger medicinische Wochenschrift 4, s. 156 (1879)
- Ueber Dysthymia und die offenen Curanstalten. Jahrbücher für Psychiatrie und Neurologie 1, ss. 171-186 (1879)
- Fall von Hirntumor. St. Petersburger medicinische Wochenschrift 5, s. 114 (1880)
- Ueber die Manie. St. Petersburger medicinische Wochenschrift 7, s. 40 (1882)
- Kommt Manie als selbstsändige Krankheitsform vor. Jahrbücher für Psychiatrie und Neurologie 5, ss. 159-170 (1884)
- Ueber die bei der alkoholischen Neuritis multiplex beobachtete Geistesstörung. Allgemeine Zeitschrift für Psychiatrie 46, ss. 233-257 (1889)
- Ueber die amnestische Geistesstörung. Allgemeine Zeitschrift für Psychiatrie 48, ss. 549-565 (1891)
- Ueber angeborene moralische Degeneration oder Perversität des Charakters. Allgemeine Zeitschrift für Psychiatrie 52, ss. 258-313 (1895)
- Ueber die Entwickelung der Wahnideen und der Hallucinationen aus dem normalen Geistesleben. W: Festschrift zum 75-jährigen Jubiläum der Gesellschaft practischer Aerzte zu Riga von der städtischen Irrenheil- und Pflegeanstalt Rothenberg. Müllersche Buchdruckerei, 1897 ss. 1-40
- Über den Charakter. Vortrag von Th. Tiling, gehalten am 26. November 1897. Riga: Hoerschelmann, 1897
- Über alkoholische Paralyse und infektiöse Neuritis multiplex. C. Marhold, 1897 21 ss.
- Alcoholic paresis and infectious multiple neuritis. American Journal of Insanity 55, ss. 301-312 (1898)
- Das Verbrecherthum vom anthropologischen Standpunkte. Riga: L. Hoerschelmann, 1899
- Die Moral insanity beruht auf einem excessiv sanguinischen Temperament. Allgemeine Zeitschrift für Psychiatrie 57, ss. 205-240 (1900)
- Zur Paranoiafrage. Psychiatrisch-neurologische Wochenschrift 3, ss. 431; 442 (1901)
- Ueber die klinischen Formen des Alkoholismus, welche in der Anstalt Rothenberg beobachtet werden. St. Petersburger medicinische Wochenschrift 18, ss. 367-369 (1901)
- Individuelle Geistesartung und Geistesstörung. Wiesbaden: J.F. Bergmann, 1904